# Parasmittina dentigera
Parasmittina dentigera är en mossdjursart som först beskrevs av Harmer 1957.  Parasmittina dentigera ingår i släktet Parasmittina och familjen Smittinidae. Inga underarter finns listade i Catalogue of Life.